# Молдовіца (Караш-Северін)
Молдовіца (рум. Moldovița) — село у повіті Караш-Северін в Румунії. Адміністративно підпорядковане місту Молдова-Ноуе.
Село розташоване на відстані 349 км на захід від Бухареста, 58 км на південь від Решиці, 114 км на південь від Тімішоари.

## Населення
За даними перепису населення 2002 року у селі проживали 309 осіб, усі — румуни. Усі жителі села рідною мовою назвали румунську.